# Torpa (Västergötland)

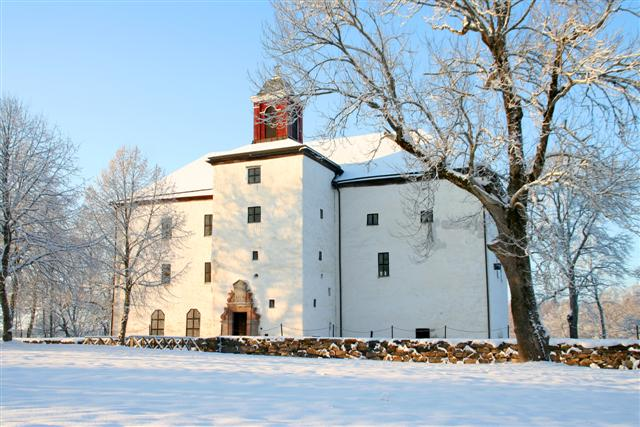
Die Burg Torpa

Torpa, auch Torpa stenhus, ist eine Burg im Kirchspiel Länghem in der Gemeinde Tranemo in Västergötland. Sie steht 25 Kilometer östlich von Borås und 25 Kilometer südlich von Ulricehamn am Ufer des Sees Åsunden. Burg Torpa ist neben Glimmingehus in Schonen eine der besterhaltenen mittelalterlichen Burgen Schwedens. Sie ist seit dem 15. Jahrhundert in Familienbesitz.
Obwohl schon gegen Ende des 14. Jahrhunderts in Dokumenten erwähnt, ist Torpa als Gutshof nicht vor 1481 belegt. Damals bewohnte Reichsrat Arvid Knutsson Torpa, der die heutige steinerne Burg wahrscheinlich vor 1500 als Verteidigungsanlage gegen die Dänen errichten ließ. Während des 16. und 17. Jahrhunderts wurden einige Umbauten vorgenommen. Der Rittersaal mit seinem Interieur und die Schlosskapelle im Stil des Barocks sind gut erhalten. Seit 1966 steht die Burg als Byggnadsminne unter Denkmalschutz.
Torpa besitzt heute vier Stockwerke, die über zwei separate Treppen im Mauerwerk miteinander verbunden sind. In der vierten Etage wurde eine weitere, zugemauerte Treppe zu einem fünften Stock freigelegt, jedoch handelt es sich hierbei wahrscheinlich um den Aufgang zu einem Verteidigungsgang. Der erste und zweite Stock besteht aus jeweils zwei unterschiedlich großen Räumen, die eingewölbt sind. Ein einzelner großer Raum macht jeweils den dritten und vierten Stock aus, von denen der Raum im vierten Stock die meisten Fenster besitzt.
In dritter Ehe heiratete Gustav Vasa die aus Torpa stammende Katharina Stenbock. In der Burg befindet sich heute ein Museum.